# Hāpuku River

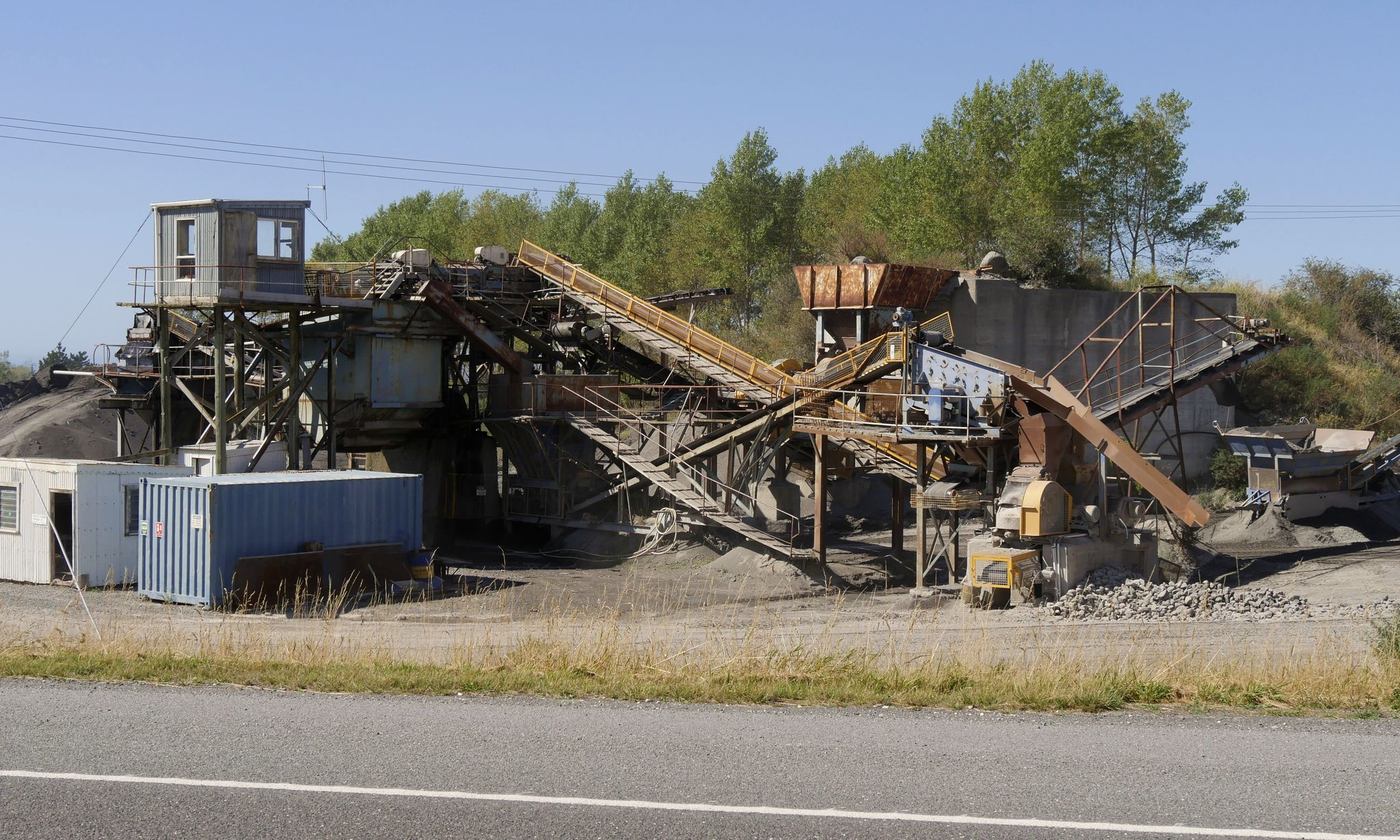
Steinbrechwerk am Fluss. Hier wird das Geröll des Flussbettes zu Schotter verarbeitet

Der Hāpuku River ist ein Fluss im Kaikoura District der Region Canterbury auf der Südinsel von Neuseeland.

## Geographie
Der Hāpuku River entspringt an der Südflanke des 2608 m hohen Manakau, dem höchsten Berg der Gebirgskette der Seaward Kaikoura Range. Auf seinem 19 km langen Weg bis zum Pazifischen Ozean verläuft der Fluss in südliche bis südöstlich Richtung. Sein Mündungsgebiete liegt 10 km nordöstlich von Kaikoura. Der größte Nebenfluss des Hāpuku River ist der Puhi Puhi River, der von Norden kommend, kurz vor der Brücke des New Zealand State Highway 1 in den Hāpuku River mündet.
Der jährlich Niederschlag in seinem Wassereinzugsgebiet liegt zwischen 844 mm in der Küstenregion und 1750 mm in den Bergregionen.

## Nutzung
Dem Flussbett im unteren flacheren Teil des Flusses wird Geröll entnommen und in dem direkt am Fluss liegenden Steinberechwerk zu Schotter unterschiedlicher Größe verarbeitet.
Der Fluss eignet sich begrenzt zum Angeln.

## Kaikoura-Erdbeben
Neuseelandweite Beachtung fand der Fluss infolge des Kaikoura-Erdbebens vom 16. November 2016. Das Beben, das eine Stärke von 7,8 aufwies, führte durch einen Erdrutsch verursacht, im oberen Flussverlauf zu einem 150 m hohen Damm, der durch das aufgestaute Wasser in ersten Annahmen zu brechen drohte. Für die Anwohner und Nutzer des Flusses wurden Warnungen ausgesprochen. Doch drei Tage nach dem Beben wurde eine Entwarnung gegeben, mit dem Hinweis, dass die Situation jederzeit sich wieder ändern könne. Zum Dezember hin, hatte sich schon ein beachtlicher See gebildet, der den Verantwortlichen Sorge bereitete.
Anfang Januar 2017 wurde ein Warnsystem installiert, dass bei einem Dammbruch die Anwohner und die Nutzer des State Highway 1 in dem betreffenden Bereich warnen soll. So wurde an beiden Seiten der Brücke, die den Fluss überquert, eine Warnlampe mit Hinweisschild installiert, sodass bei einer aktiven Warnlampe die Brücke nicht mehr überquert werden darf. Es wurde angenommen, dass bei einem Dammbruch die Brücke und Straße gefährdet wären und der Flut- und Geröllwelle nicht standhalten würden.